# Paropsiopsis
Paropsiopsis é um género botânico pertencente à família Passifloraceae.

## Espécies
- Paropsiopsis decandra